# Fuefukigawa
Fuefukigawa (笛吹川, lit. "rio Fuefuki") (bra: O Rio Fuefuki ou Murmúrio do Rio Fuefuki) é um filme japonês de drama histórico de 1960, dirigido por Keisuke Kinoshita e estrelado por Hideko Takamine. É baseado em um romance do escritor japonês Shichirō Fukazawa.

## Sinopse
O filme se passa no período Sengoku do Japão, abrangendo desde a Batalha de Iidagawara e o nascimento de Takeda Shingen, em 1521, até a Batalha de Tenmokuzan e a queda do clã Takeda, em 1582. Ele conta a trajetória de cinco gerações de uma família de agricultores, que vive numa casa às margens do rio Fuefuki, e cujo destino está indissociavelmente ligado ao poderoso clã Takeda. Os principais protagonistas são o casal de agricultores Sadahei e Okei, cujos dois filhos mais velhos viriam a se tornar guerreiros, e sua única filha, Ume, que acaba por seguir o caminho de serva da corte. Após a batalha final, Sadahei é o único sobrevivente da família. Ao descobrir uma bandeira do clã Takeda destruída e flutuando perto da margem do rio, ele a pega e eventualmente a joga de volta no rio.
- Takahiro Tamura como Sadahei
- Hideko Takamine como Okei
- Ichikawa Somegorō VI como Sozo, primeiro filho
- Kichiemon Nakamura como Yasuzo, segundo filho
- Shinji Tanaka como Heikichi, terceiro filho
- Shima Iwashita como Ume, única filha do casal
- Yusuke Kawazu como Jiro
- Matsumoto Kōshiro VIII como Uesugi Kenshin
- Nakamura Kanzaburō XVII como Takeda Shingen

## Recepção
Fuefukigawa foi a segunda adaptação que Kinoshita fez de um livro do escritor Shichirō Fukazawa, após A Balada de Narayama, lançada 2 anos antes.
As opiniões de críticos e historiadores do cinema sobre Fuefukigawa são divididas. Alexander Jacoby detectou um "simples pacifismo" em seu tema central anti-guerra, carente de investigação das causas, fato que Jacoby já achava evidente em filmes anteriores de Kinoshita. Donald Richie, chamando Fuefukigawa de o último filme importante do diretor, considerou seu antitradicionalismo uma mera aparência, pois "rejeita apenas o pior da vida tradicional", mas aprova o resto, principalmente em relação a instituição da família. Marcus Stiglegger viu-o como uma versão pessimista inédita acerca do mito da grandeza do samurai, em contraste com os filmes épicos de samurai que Akira Kurosawa realizou na mesma época, e um dos filmes mais experimentais e espetaculares de Kinoshita.
Outros críticos também ressaltaram as técnicas que Kinoshita incorporou ao filme, sendo uma delas a adição de cor às imagens monocromáticas, efeito que Jacoby chamou de "um tanto esquemático". Segundo Richie, o uso da cor imita a xilogravura japonesa e enfatiza a teatralidade do filme. Além disso, Kinoshita inseriu fotografias, especialmente durante cenas de batalha, que "param e seguram a ação" (Richie), lembrando os efeitos visuais empregados no teatro kamishibai. Stiglegger comparou o congelamento das imagens com a rigidez de um sistema social que se esgotou em suas tradições.